# اس‌اس ساگامور
اس‌اس ساگامور (به انگلیسی: SS Sagamore) یک زیردریایی بود که طول آن 94.8 m pp بود. این زیردریایی در سال ۱۸۹۳ ساخته شد.